# Melitaea pusilla
Melitaea pusilla är en fjärilsart som beskrevs av Heydemann 1954. Melitaea pusilla ingår i släktet Melitaea och familjen praktfjärilar. Inga underarter finns listade i Catalogue of Life.